# Bundesautobahn 94
Die Bundesautobahn 94 (Abkürzung: BAB 94) – Kurzform: Autobahn 94 (Abkürzung: A 94) soll München mit Passau verbinden. Realisiert wurden bislang die Teilstücke München–Burghausen und Malching–Kirchham. Zwischen Burghausen und Simbach am Inn (14 Kilometer) ist ein Teilstück mit nur einer zweistreifigen Fahrbahn als Bundesstraße 12 in Betrieb. Vorleistungen für den weiteren Ausbau zur A 94 sind hier aber schon erbracht.
Die Trassenführung zwischen Forstinning und Heldenstein war Gegenstand einer jahrzehntelangen Debatte (siehe Abschnitt Trassenstreit zwischen Pastetten und Heldenstein).

## Geschichte
Der in der Weimarer Republik entwickelte Vorentwurf zu einem Kraftwagenstraßennetz Deutschlands enthielt eine Hauptverbindung zwischen München und Passau. Obwohl der Autobahnbau unter der Herrschaft der Nationalsozialisten vorangetrieben wurde und die Pläne eine zunehmende Netzdichte aufwiesen, war diese Linie jedoch nicht enthalten.
Das Gesetz über den Ausbauplan für die Bundesfernstraßen vom 27. Juli 1957 legte zwar keine Autobahnverbindung zwischen München und Passau fest. Doch die B 12 von Kempten über Landsberg am Lech, München und Mühldorf am Inn nach Passau wurde in das so genannte Blaue Netz der auszubauenden Bundesstraßen aufgenommen. Als 1969 die Vorarbeiten für den zweiten Ausbauplan liefen, war eine Bundesautobahn oder zweibahnige autobahnähnliche Bundesstraße zwischen München und Passau noch nicht in den Entwürfen enthalten. Dies änderte sich jedoch ab 1970. Das am 30. Juni 1971 verabschiedete Gesetz über den Ausbau der Bundesfernstraßen in den Jahren 1971 bis 1985 sah in seinem Bedarfsplan nunmehr folgende Maßnahmen vor:
| Kurzform | Abschnitt | geplante Maßnahme     | Dringlichkeitsstufe |
| -------- | --- | --------------------- | ------------------- |
| B 12n    | München-Riem – Autobahnkreuz mit der A 99 bei Kirchheim                                                             | vierstreifiger Neubau | I                   |
| B 12n    | Autobahnkreuz mit der A 99 bei Kirchheim – Markt Schwaben – Dorfen – Neumarkt-Sankt Veit (B 299)                    | vierstreifiger Neubau | II                  |
| B 12n    | Neumarkt-Sankt Veit (B 299) – südlich Eggenfelden – südlich Pfarrkirchen – Pocking – AD bei Suben (A 15/heute: A 3) | zweistreifiger Neubau | II                  |

Noch unter der Geltung des Bedarfsplans des Gesetzes über den Ausbau der Bundesfernstraßen in den Jahren 1971 bis 1985 wurde jedoch eine neue Nummerierung und Struktur des Autobahnnetzes 1974 vorgenommen. Es war nunmehr die A 94 vorgesehen. Sie sollte bei Aschheim bzw. Kirchheim bei München vom Münchner Autobahnring abzweigen und über Dorfen, nördlich Mühldorf am Inn und Altötting nach Simbach zur deutsch-österreichischen Grenze verlaufen. Eine Weiterführung nach Passau war nicht projektiert.
Die A 94 sollte stattdessen den Inn überqueren. Sie hätte an die durch das Bundesstraßengesetz 1971 vom 16. Juli 1971 in Österreich geplante Bundesschnellstraße S 9 angeknüpft, die ab der Staatsgrenze bei Braunau am Inn durch das Innviertel nach Ried im Innkreis weitergeführt und dort an die österreichische A 8 in Richtung Wien angeschlossen worden wäre. Diese Strecke hätte die Fahrzeit von München nach Wien im Vergleich zu der Strecke über Salzburg deutlich verkürzt. Die Anschlussstelle 53 „Ried im Innkreis“ an der österreichischen A 8 und die Zubringerstrecke der B 141a bis Walchshausen waren hierfür Vorleistungen. Da Österreich das Innviertel aber nicht mit Transitverkehr belasten wollte, wurde die Planung von österreichischer Seite zum 1. März 1992 aufgegeben. Die deutsche Seite beschloss daraufhin, die A 94 mit der A 3 bei Pocking/Neuhaus am Inn zu verbinden.
Mit dem Gesetz zur Änderung des Gesetzes über den Ausbau der Bundesfernstraßen in den Jahren 1971 bis 1985 vom 5. August 1976 ergaben sich folgende Maßnahmen:
| Kurzform | Abschnitt | geplante Maßnahme     | Dringlichkeitsstufe                                     |
| -------- | --- | --------------------- | ------------------------------------------------------- |
| A 94     | AD nördlich Aschheim mit der A 99 – Dorfen – Mühldorf am Inn-Nord                                              | vierstreifiger Neubau | Ib                                                      |
| A 94     | Mühldorf am Inn-Nord – Neuötting                                                                               | vierstreifiger Neubau | 1. Fahrbahn: Ib; 2. Fahrbahn: möglicher weiterer Bedarf |
| A 94     | Neuötting – Simbach (Anbindung an die in Dringlichkeitsstufe Ia befindliche B 340n Kirchdorf am Inn – Braunau) | vierstreifiger Neubau | möglicher weiterer Bedarf                               |

Die heutige Teilstrecke der A 94 zwischen München-Steinhausen und dem Kreuz München-Ost sollte nicht Bestandteil dieser Bundesautobahn werden. Der vierstreifige Abschnitt München-Riem – Autobahnkreuz München-Ost war im Bedarfsplan des 1. Änderungsgesetzes zum Fernstraßenausbaugesetz als laufendes Vorhaben enthalten.
Zwischen Simbach und Passau sollte die Bestandsstrecke der Bundesstraße 12 lediglich ausgebaut werden.
Das Zweite Gesetz zur Änderung des Gesetzes über den Ausbau der Bundesfernstraßen in den Jahren 1971 bis 1985 vom 25. August 1980 priorisierte den Bau und modifizierte die Trasse der A 94. Die Strecke München-Steinhausen – Kreuz München-Ost wurde nun einbezogen. Folgende Maßnahmen waren enthalten:
| Kurzform | Abschnitt | geplante Maßnahme | Dringlichkeitsstufe             |
| -------- | --- | --- | ------------------------------- |
| A 94     | AK München-Ost – Anzing – Hohenlinden – Haag in Oberbayern – Schwindegg – Mühldorf am Inn – Neuötting – Marktl (B 20) | vierstreifiger Neubau; zwischen Schwindegg und Haag war eine gemeinsame Trasse mit der B 15n Regensburg – Rosenheim vorgesehen | I                               |
| A 94     | Marktl – Simbach (B 340)                                                                                              | vierstreifiger Neubau | 1. Fahrbahn: I; 2. Fahrbahn: II |

Die Fortführung nach Passau war nicht vorgesehen. Die Ortsumgehung Malching, die heute Bestandteil der A 94 ist, war in Dringlichkeitsstufe I eingeordnet.
Das Dritte Gesetz zur Änderung des Fernstraßenausbaugesetzes vom 21. April 1986 beinhaltete Änderungen der Trasse. Folgende Maßnahmen waren im Bedarfsplan enthalten:
| Kurzform | Abschnitt                                                                       | geplante Maßnahme                   | Dringlichkeitsstufe                                           |
| -------- | ------------------------------------------------------------------------------- | ----------------------------------- | ------------------------------------------------------------- |
| A 94     | AK München-Ost – Forstinning/Hohenlinden                                        | vierstreifiger Neubau               | laufendes Vorhaben                                            |
| A 94     | Forstinning/Hohenlinden – Dorfen – Schwindegg – Mühldorf am Inn – Neuötting-Ost | vierstreifiger Neubau               | vordringlicher Bedarf                                         |
| A 94     | Neuötting-Ost – Marktl                                                          | vierstreifiger Ausbau (2. Fahrbahn) | vordringlicher Bedarf                                         |
| A 94     | Marktl – Simbach                                                                | vierstreifiger Neubau               | 1. Fahrbahn: laufendes Vorhaben; 2. Fahrbahn: weitere Planung |

Eine Weiterführung nach Passau war wiederum nicht geplant. Die Ortsumgehung Malching war nur noch als weitere Planung im Bedarfsplan festgesetzt.
Das Vierte Gesetz zur Änderung des Fernstraßenausbaugesetzes vom 15. November 1993 brachte erneut Veränderungen für die A 92. Wesentlich davon war die Fortführung bis zur A 3 südlich von Passau. Im Einzelnen war geplant:
| Kurzform | Abschnitt                                                                               | geplante Maßnahme                   | Dringlichkeitsstufe   |
| -------- | --------------------------------------------------------------------------------------- | ----------------------------------- | --------------------- |
| A 94     | Forstinning/Hohenlinden – Ampfing bzw. Mühldorf am Inn-West                             | vierstreifiger Neubau               | laufendes Vorhaben    |
| A 94     | Mühldorf am Inn-West – Neuötting                                                        | vierstreifiger Neubau               | vordringlicher Bedarf |
| A 94     | Neuötting – Marktl                                                                      | vierstreifiger Neubau               | laufendes Vorhaben    |
| A 94     | Marktl – Kirchdorf am Inn – Simbach – Prienbach – Malching – Tutting – AD Pocking (A 3) | vierstreifiger Ausbau (2. Fahrbahn) | vordringlicher Bedarf |

Der vierstreifige Ausbau der B 340 von Kirchdorf am Inn zur Staatsgrenze nach Österreich bei Braunau war trotz Aufgabe der Bundesschnellstraße S 9 durch die Republik Österreich im vordringlichen Bedarf eingestellt.
Das Fünfte Gesetz zur Änderung des Fernstraßenausbaugesetzes vom 4. Oktober 2004 umfasste folgende Maßnahmen:
| Kurzform | Abschnitt                                                | geplante Maßnahme                   | Dringlichkeitsstufe                                              |
| -------- | -------------------------------------------------------- | ----------------------------------- | ---------------------------------------------------------------- |
| A 94     | München-Steinhausen (Autobahnbeginn) – Feldkirchen-West  | sechsstreifiger Ausbau              | weiterer Bedarf                                                  |
| A 94     | AK München-Ost – Markt Schwaben                          | sechsstreifiger Ausbau              | weiterer Bedarf                                                  |
| A 94     | Forstinning/Hohenlinden – Heldenstein                    | vierstreifiger Neubau               | vordringlicher Bedarf                                            |
| A 94     | Heldenstein – Ampfing                                    | vierstreifiger Ausbau (2. Fahrbahn) | vordringlicher Bedarf                                            |
| A 94     | Ampfing – Altötting                                      | vierstreifiger Neubau               | laufendes Vorhaben                                               |
| A 94     | Marktl – Kirchdorf am Inn/Simbach                        | vierstreifiger Ausbau (2. Fahrbahn) | weiterer Bedarf                                                  |
| A 94     | Kirchdorf am Inn/Simbach – Prienbach – westlich Malching | vierstreifiger Neubau               | weiterer Bedarf                                                  |
| A 94     | westlich Malching – nördlich Tuttling                    | vierstreifiger Neubau               | 1. Fahrbahn: vordringlicher Bedarf; 2. Fahrbahn: weiterer Bedarf |
| A 94     | nördlich Tuttling – AD Pocking (A 3)                     | vierstreifiger Neubau               | vordringlicher Bedarf                                            |

### Liste der Verkehrsfreigaben
Aufgrund der zahlreichen Trassenänderungen erfolgten der Bau und die Verkehrsfreigabe einzelner Teilabschnitte der heutigen A 94 unter anderer Widmung, insbesondere als B 12, sowie verschiedenen Ausbauzuständen. In den ab 1971 durch die Bundesregierung erstatteten Straßenbau- bzw. Verkehrsinvestitionsberichten wurden Abschnitte der A 94 zwar als Anbau lediglich der 2. Fahrbahn angegeben. Faktisch erfolgte in vielen Fällen jedoch ein vollständiger Neubau, wie etwa zwischen Neuötting und Marktl entlang der B 12 oder zwischen Heldenstein und Ampfing. Zwischen Feldkirchen und Parsdorf existierten Zwischenausbauzustände. So musste die B 12 zunächst zwischen Feldkirchen-Ost und Parsdorf auf die neue Trasse verlegt werden, um das Autobahnkreuz München-Ost (bzw. die damalige AS Feldkirchen) mit der A 99 errichten zu können. Daher war diese Strecke bereits 1973 befahrbar. Die Übergabe der Teilabschnitte fand wie folgt statt:
- 1964: Riedenburger Straße – Burgauer Straße (2,2 km, zwei-/vierstreifig), als B 12 bzw. Töginger Straße
- 1970: Burgauer Straße – AS Riem (2,7 km, vierstreifig), als B 12
- 1970: Heldenstein – Ampfing (4,3 km, 1. Fahrbahn), als B 12
- 1973: Neuötting – Marktl (6,2 km, 1. Fahrbahn), als B 12
- 1974: Feldkirchen – östlich AK München-Ost (3,0 km, vierstreifig), als B 12
- 1977: AS München-Riem – Feldkirchen (3,0 km, vierstreifig), als B 12
- 1988: Stammham (B 20) – Simbach am Inn, Bundesgrenze (9,5 km, 1. Fahrbahn), als B 12
- 1989: Marktl – Stammham (5,1 km, 1. Fahrbahn), als B 12
- 1989: AK München-Ost – AS Forstinning (10,6 km, vierstreifig)
- 1993: AS Neuötting-Ost – AS Marktl (6,2 km, vierstreifig, teilweise nur Ergänzung der 2. Fahrbahn)
- 2000: AS Altötting – AS Neuötting-Ost (7,5 km, vierstreifig)
- 2006: AS Waldkraiburg/Ampfing – AS Mühldorf-Nord (10,9 km, vierstreifig, teilweise nur Ergänzung der 2. Fahrbahn)
- 2006: AS Mühldorf-Nord – AS Altötting (8,7 km, vierstreifig)
- 2009: Ering-Kühstein – AS Malching (5,8 km, 1. Fahrbahn)
- 2011: AS Forstinning – AS Pastetten (6,2 km, vierstreifig)
- 2012: AS Heldenstein – AS Waldkraiburg/Ampfing (4,3 km, 2. Fahrbahn)
- 2013: Ering-Kühstein – AS Malching (5,8 km, 2. Fahrbahn)
- 2019: AS Pastetten – AS Heldenstein (32,8 km, vierstreifig)
- 2023: AS Malching – Kirchham (5,975 km, vierstreifig)

Im Dezember 2012 ging Bundesverkehrsminister Peter Ramsauer noch davon aus, dass die A 94 bis 2018 durchgängig bis Marktl am Inn befahrbar sein werde. Im Juni 2014 gab die Autobahndirektion Südbayern bekannt, dass im September 2019 die A 94 von München bis Simbach am Inn durchgängig befahrbar sein solle. Tatsächlich erfolgte die Eröffnung des Abschnittes von Pastetten nach Heldenstein am 30. September 2019, die Verkehrsfreigabe am 1. Oktober 2019.

### Abschnitt München–Forstinning
Die Münchener Stadteinfahrt der A 94 war in den 1970er Jahren ab dem Kreuz München-Ost als A 992 geplant, als die A 94 noch nördlich Aschheim an die A 99 anbinden sollte. Als erstes wurde die Strecke zwischen München-Steinhausen und dem damaligen Flughafen München-Riem in den 1960er Jahren gebaut. Die Verbindung zwischen Flughafen Riem und dem Autobahnkreuz München-Ost kam in den 1970er Jahren. Zwischen den Anschlussstellen München-Vogelweideplatz und Feldkirchen-West trägt sie zusätzlich den Namen „Töginger Straße“.
Mit der Verlagerung der Neuen Messe München nach Riem im Jahr 1998 wurde die A 94 zur wichtigsten Erschließungsstraße des Messegeländes und entsprechende Ausbauten wurden vorgenommen: Die Ausfahrt München-Moosfeld wurde neu errichtet und die zwei Anschlussstellen Riem und Feldkirchen-West ausgebaut. Zwischen Feldkirchen-West und dem Autobahnkreuz München-Ost wurde die A 94 auf sechs Fahrstreifen erweitert. Zur Steuerung des Verkehrsflusses wurden Schilderbrücken mit Wechselverkehrszeichen aufgestellt. Der Gleisanschluss des Messegeländes überquert die Autobahn mit einer neu errichteten Brücke, er wurde zur BAUMA 2001 in Betrieb genommen.
Die Planungen für eine Verlegung der Ausfahrt München-Zamdorf an die Hultschiner Straße, wo die neue Hauptverwaltung des Süddeutschen Verlages steht, werden von der Landeshauptstadt München seit 2006 nicht mehr weiterverfolgt.
Die Anbindung der A 94 an den Mittleren Ring in München wurde durch den im Sommer 2009 eröffneten Richard-Strauss-Tunnel verbessert; ein Seitentunnel führt direkt zum Autobahnanfang der A 94.
Im Herbst 2009 wurde das Kreuzungsbauwerk am Autobahnkreuz München-Ost erneuert. Der Ausbau des Autobahnkreuzes mit der Errichtung von zwei neuen Direktrampen für den Übereckverkehr wird zusammen mit dem 8-streifigen Ausbau der A 99 zwischen Kirchheim und Haar erfolgen. Wegen der starken Übereckverkehre werden dafür sowohl auf der A 99 als auch auf der A 94 zwischen Feldkirchen und Parsdorf Verteilerfahrbahnen angelegt. Als Übergangslösung wurde eine Verbreiterung und Verlängerung der Rampe von der A 94, Richtungsfahrbahn Passau–München, auf die A 99 Richtung Norden vorgenommen. Damit sollen Rückstauungen in diesem Bereich verringert werden. Diese wurde im Herbst 2013 fertiggestellt.
Im September 2009 wurde die Ausfahrt Markt Schwaben eröffnet und im Dezember 2010 über die Staatsstraße 2580 (Flughafentangente Ost) eine Verbindung zum Flughafen München fertiggestellt.

### Abschnitt Forstinning bis Heldenstein

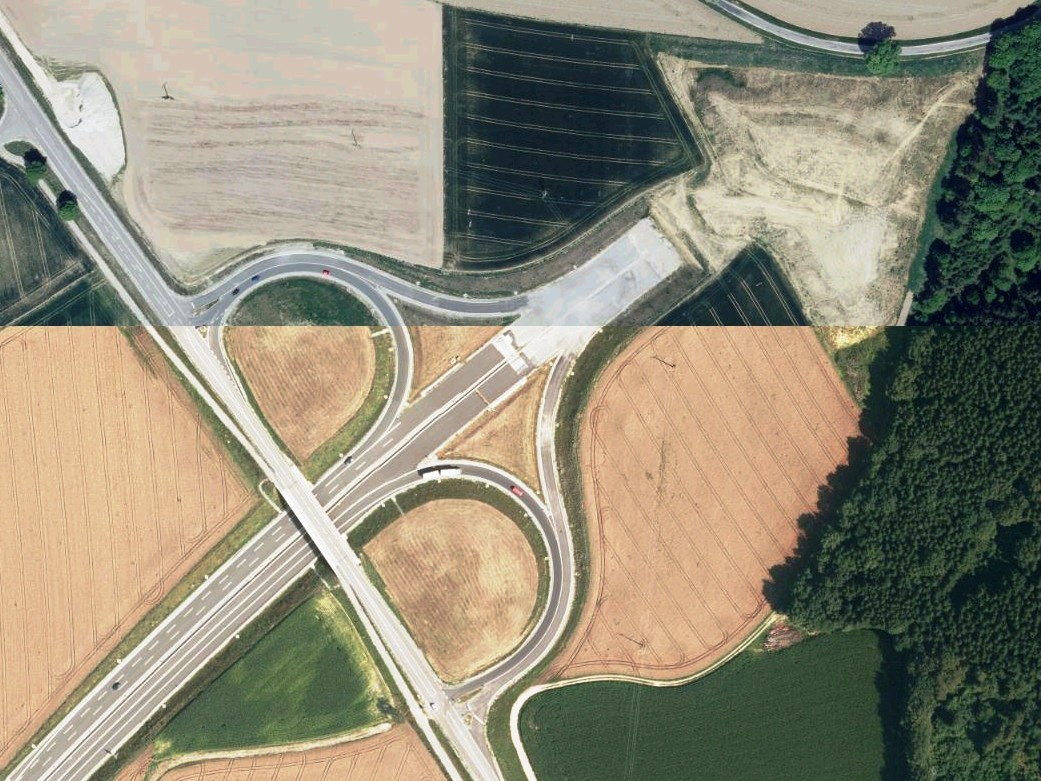
Autobahnende in Pastetten im Jahr 2012

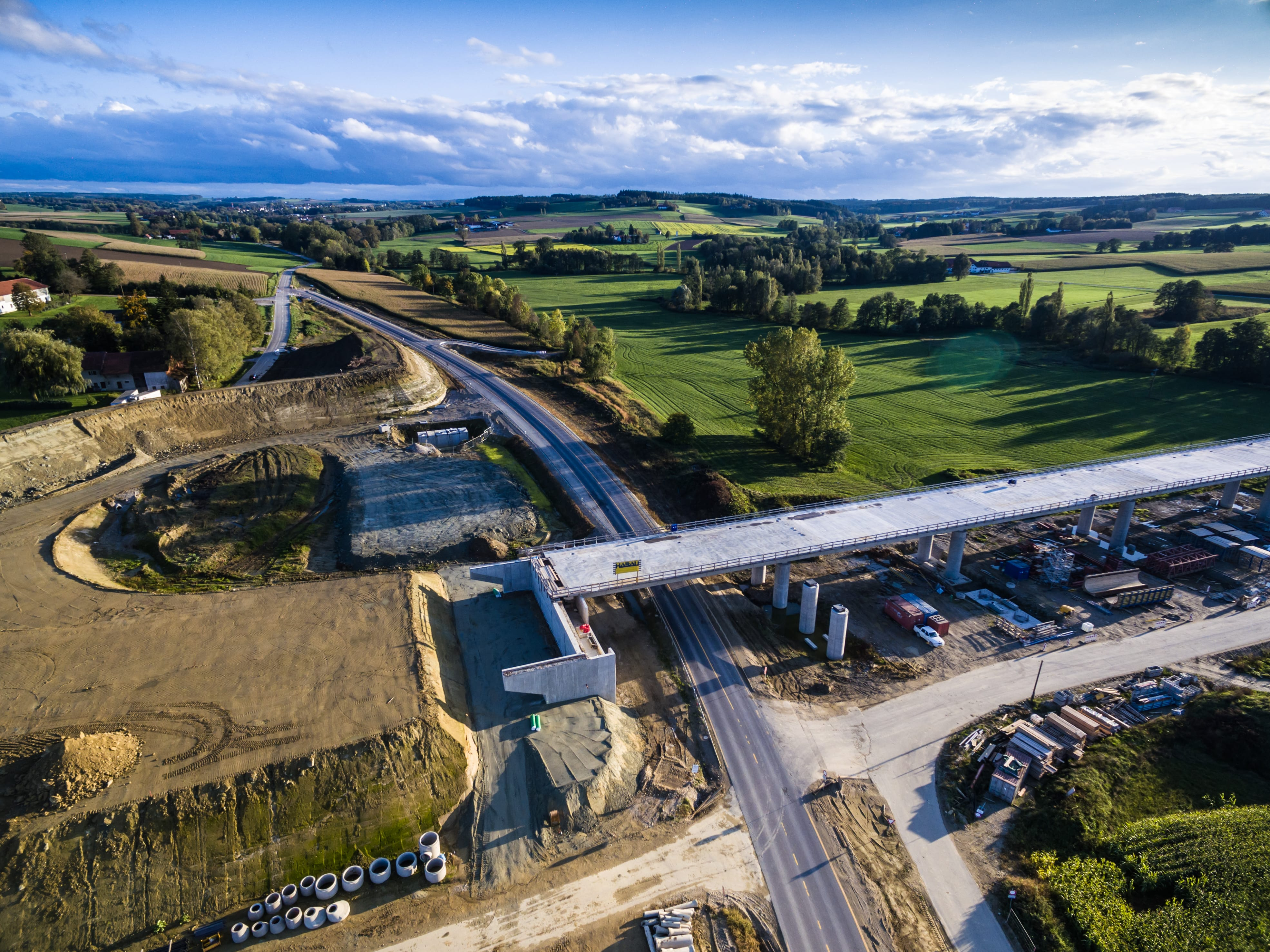
Baustelle Isentalbrücke und Anschlussstelle Lengdorf Oktober 2017

Die Fortführung der Autobahn zwischen Forstinning und Heldenstein wurde seit den 1970er Jahren kontrovers diskutiert. Vor allem der Abschnitt zwischen Pastetten und Heldenstein war der Gegenstand eines langwierigen Trassenstreits (siehe Abschnitt #Trassenstreit zwischen Pastetten und Heldenstein). Zur Debatte standen die Trasse über Dorfen, auch „Isentaltrasse“ genannt, oder eine Trasse über Haag, die im Wesentlichen dem vorhandenen Verlauf der Bundesstraße 12 gefolgt wäre.
Im März 2008 wurde nach langwierigen gerichtlichen Auseinandersetzungen mit dem Bau des 6,2 Kilometer langen Teilstücks zwischen Forstinning und Pastetten begonnen, das die „Trasse Dorfen“ festlegte. Die Baumaßnahme stand zunächst noch unter dem Vorbehalt einer ausstehenden Entscheidung des Bundesverwaltungsgerichts, das die Rechtmäßigkeit im Dezember 2008 aber bestätigte. Dieser Abschnitt wurde am 31. August 2011 für den Verkehr freigegeben.
Für den 17,4 Kilometer langen Streckenabschnitt von Pastetten nach Dorfen erfolgte am 3. Dezember 2009 der Planfeststellungsbeschluss. Am 24. November 2010 wies der Bayerische Verwaltungsgerichtshof (VGH) die Klagen gegen diesen Abschnitt als unbegründet ab. Am 12. Dezember 2012 bestätigte das Bundesverwaltungsgericht die Entscheidung des VGH. Die ersten Bauarbeiten begannen am 29. Februar 2012 im Bereich Lappach, südwestlich von Dorfen. Offizieller Baubeginn für dieses Teilstück war der 13. April 2012.

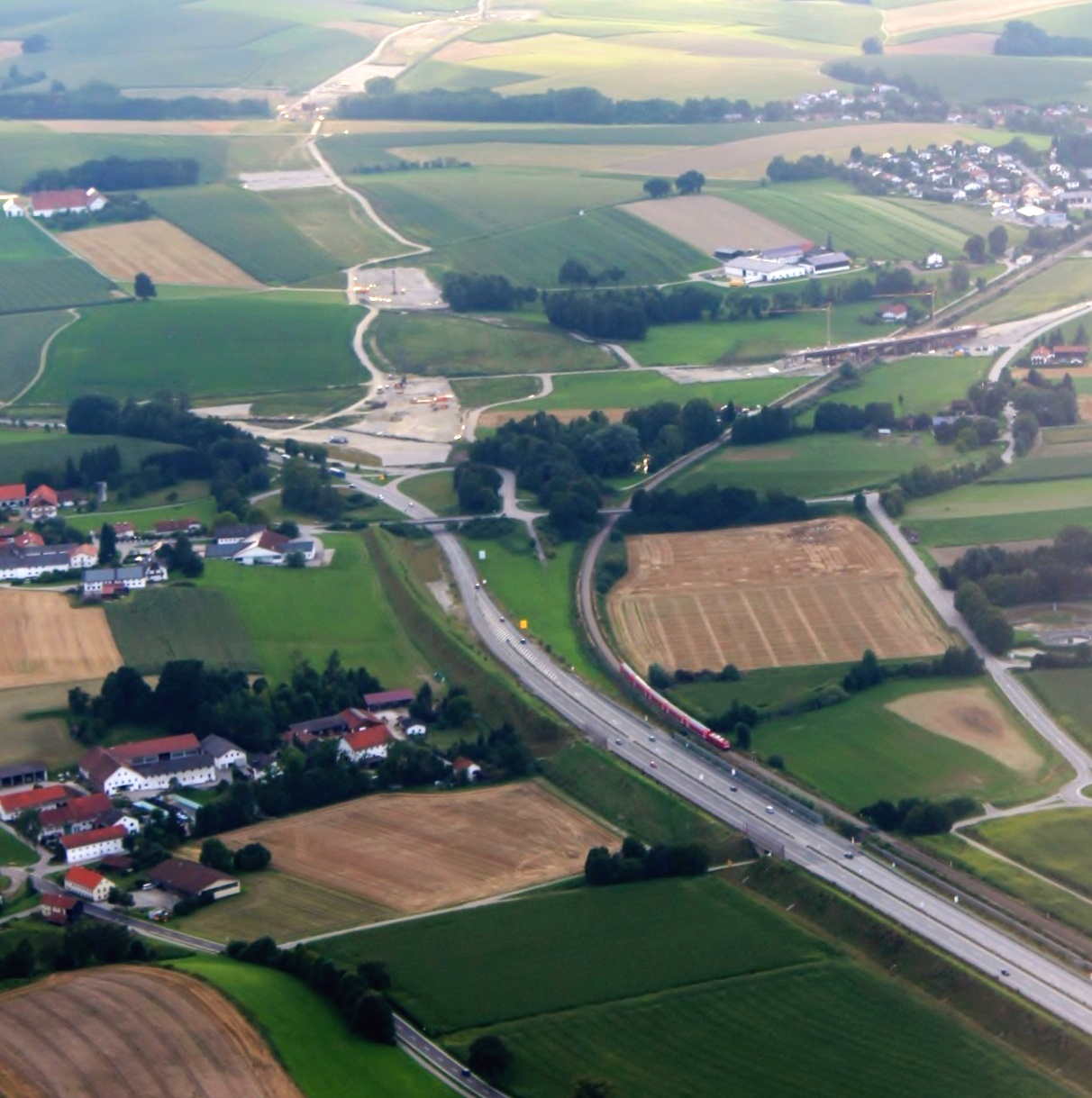
Autobahnende bei Heldenstein im August 2016. Im linken oberen Bildviertel sind die Bauarbeiten für den Abschnitt Dorfen-Heldenstein zu sehen.

Für den Streckenabschnitt von Dorfen nach Heldenstein erfolgte der Planfeststellungsbeschluss am 22. November 2011. Am 8. Mai 2012 einigten sich die Kläger gegen den Planfeststellungsbeschluss mit der Autobahndirektion Südbayern gütlich vor Gericht, was die endgültige Erlangung von Baurecht bedeutete. Baubeginn für dieses Teilstück war am 5. Februar 2016. Das größte Bauwerk ist die Isentalbrücke mit fast 600 Metern Länge. Die fast fertige Brücke über den Ornaubach musste zwischenzeitlich wegen Baumängeln teilweise abgerissen und neu gebaut werden. Insgesamt werden 14 Kilometer Lärmschutzwand aufgeschüttet.
Die Eröffnung für beide gemeinsam gebaute Abschnitte war am 30. September 2019. Die Verkehrsfreigabe erfolgte einen Tag später, am 1. Oktober 2019. Beide Abschnitte werden als öffentlich-privates Partnerschafts-Modell (ÖPP) gebaut und betrieben (siehe Abschnitt #Realisierung eines Teilstücks als ÖPP-Projekt).

#### Tempolimit 120 km/h
Bereits kurz nach der Verkehrsfreigabe häuften sich die Klagen von Anwohnern über eine hohe Lärmbelastung. Dies führte dazu, dass die bayerische Staatsregierung Anfang 2020 beschloss, ab dem 1. Februar 2020 ein vorübergehendes Tempolimit von 120 km/h einzuführen, bis Lärmmessungen und ein Lärmschutzgutachten durchgeführt sind. Außerdem wurde eine Überprüfung des verwendeten Straßenbelages sowie die Prüfung des Baus von Lärmschutzanlagen angekündigt. Gegen dieses Tempolimit wiederum regt sich ebenso Widerstand. Aufgrund einer Klage hat das Verwaltungsgericht München am 4. September 2020 im Eilverfahren entschieden, dass das Tempolimit vorerst aufzuheben ist; die aufgestellten Schilder sind einstweilen unkenntlich zu machen. Grund dafür ist unter anderem die fehlende Gefahrenermittlung der Autobahndirektion für die Gesundheit der Anwohner, welche vor Anordnung des Tempolimit hätte stattfinden müssen. Hierzu gehört insbesondere eine objektive Bestandsaufnahme des Lärms, welche jedoch nicht stattfand. Gegen den Beschluss konnte innerhalb von zwei Wochen Beschwerde eingelegt werden.

### Abschnitt Heldenstein bis Ampfing
Der sich anschließende Abschnitt von Heldenstein nach Ampfing hat am 8. August 2008 mit dem Planfeststellungsbeschluss der Regierung von Oberbayern Baurecht erlangt. Er nutzte im Wesentlichen zwischen Heldenstein, Ampfing und der heutigen AS Mühldorf-West die bereits kreuzungsfrei errichtete zweistreifige Trasse der B 12. Offizieller Baubeginn war der 7. August 2009. Der 4,3 km lange Bauabschnitt wurde mit dem Regelquerschnitt 26 (RQ 26) errichtet. Auf einem 2,8 km langen Abschnitt verläuft die Trasse durch ein Wasserschutzgebiet. Wegen der örtlichen Nähe zur Wohnbebauung bei Wimpasing wurde sie in diesem Bereich auf einer Länge von 680 m eingehaust.
Am 14. Februar 2012 wurde vom bayerischen Umweltminister und Mühldorfer Landtagsabgeordneten Marcel Huber bekannt gegeben, dass die Ausfahrt 18 den Namen Waldkraiburg/Ampfing tragen soll. Waldkraiburg, als verkehrlich bedeutenderer Ort, und Ampfing, über dessen Gemeindegebiet die Autobahn führt, hatten jeweils die Bezeichnung für sich beansprucht. Dieser Doppelname widerspricht zwar den Regelungen des Bundesverkehrsministeriums, dieses hat dieser Benennung aber zugestimmt.
Der Abschnitt wurde am 3. Dezember 2012 eingeweiht und am Tag danach für den Verkehr freigegeben. Bis Mitte 2013 wurden die provisorischen Verkehrsführungen zurückgebaut; ebenso fanden abschließende Arbeiten an gemeindlichen Straßen und Wegen statt.
Bei den Planungen für diesen Abschnitt ging man für das Jahr 2020 von einer Verkehrsbelastung von 43.800 Fahrzeugen täglich aus. 2022 betrug an der automatischen Zählstelle Wimpasing (9984; A94) das tägliche Verkehrsaufkommen 35.511 Kfz (davon Schwerverkehr 6.335 Fahrzeuge).

### Abschnitt Ampfing bis Marktl
Ab Ampfing weiter in Richtung Osten ist die Autobahn bis zur Anschlussstelle Burghausen/Marktl ebenfalls auf über 30 Kilometer fertiggestellt.

### Umgehung von Malching
Bei Malching wurde ein 5,8 Kilometer langer Abschnitt als Ortsumgehung Malching bereits verwirklicht, aber wie der Abschnitt von Marktl nach Simbach zunächst nur zweistreifig ausgebaut und war seit Oktober 2009 als Teil der Bundesstraße 12 in Betrieb. Am 9. Oktober 2012 wurde mit dem Bau der zweiten Fahrbahn begonnen. Der vierstreifige Ausbau wurde am 28. November 2013 für den Verkehr freigegeben und zur A 94 umgestuft.

### Abschnitt Malching bis Kirchham
Ein erstes Planfeststellungsverfahren für die an die Malchinger Ortsumgehung anschließenden sechs Kilometer nach Kirchham (Anschlussstelle Tutting) wurde auf Grund von Einsprüchen eingestellt, die Planungen überarbeitet und am 25. März 2013 erneut eröffnet. Mit Planfeststellungsbeschluss vom 27. August 2015 durch die Regierung von Niederbayern wurde das Verfahren abgeschlossen.  Der vierstreifige Neubau dieses Abschnitts ist im Bundesverkehrswegeplan 2030 als fest disponiert eingestuft. Der Baubeginn war am 26. Juli 2016. Dieser Abschnitt enthält einen etwa 450 m langen in offener Bauweise errichteten Tunnel bei Tutting (Ortsteil von Kirchham), über den der Kößlarner Bach mit einem speziellen Pumpensystem für Hochwasser geleitet werden soll. Dieser Abschnitt wurde am 1. Dezember 2023 für den Verkehr freigegeben.

## Neu- und Ausbauplanungen

### Bundesverkehrswegeplan 2030 und Fernstraßenausbaugesetz
Sowohl der Bundesverkehrswegeplan 2030 als auch das Sechste Gesetz zur Änderung des Fernstraßenausbaugesetzes vom 23. Dezember 2016 sehen folgendes vor:
| Kurzform | Abschnitt                                    | geplante Maßnahme | Einstufung            |
| -------- | -------------------------------------------- | --- | --------------------- |
| A 94     | AS München-Steinhausen – AS Feldkirchen-West | sechsstreifiger Ausbau | vordringlicher Bedarf |
| A 94     | AK München-Ost – AS Markt Schwaben           | sechsstreifiger Ausbau | vordringlicher Bedarf |
| A 94     | AS Forstinning – AS Marktl                   | vierstreifiger Neubau | laufendes Vorhaben    |
| A 94     | AS Malching – Kirchham                       | vierstreifiger Neubau | laufendes Vorhaben    |
| A 94     | AS Burghausen – AS Malching                  | vierstreifiger Neu- und Ausbau; beinhaltet die Teilstrecken AS Burghausen (Marktl) – westlich Malching und Kirchham – AS Pocking | vordringlicher Bedarf |

### Ausbau München-Steinhausen bis Feldkirchen-West
Im Gesetz zur Beschleunigung von Genehmigungsverfahren im Verkehrsbereich und zur Umsetzung der Richtlinie (EU) 2021/1187 über die Straffung von Maßnahmen zur rascheren Verwirklichung des transeuropäischen Verkehrsnetzes vom 22. Dezember 2023 ist das Vorhaben des sechsstreifigen Ausbaus des Abschnitts zwischen München-Steinhausen und Feldkirchen-West aufgenommen.

### Ausbau des Autobahnkreuzes München-Ost
Das Autobahnkreuz München-Ost (Kreuzung mit der A 99) soll zur Erhöhung der Leistungsfähigkeit umgebaut und mit zwei halbdirekten Verbindungsrampen versehen werden. Dadurch sollen die Verkehrsbeziehungen von der A 99-Nord nach Passau bzw. von Passau zur A 99-Süd verbessert werden. Erforderlich hierfür ist die Verlegung von Straßen. Die Umsetzung der Maßnahme wurde zunächst für 2028 ins Auge gefasst.

### Ausbau Autobahnkreuz München-Ost bis Markt Schwaben
Auch der sechsstreifige Ausbau dieses Abschnitts ist im Gesetz zur Beschleunigung von Genehmigungsverfahren im Verkehrsbereich und zur Umsetzung der Richtlinie (EU) 2021/1187 über die Straffung von Maßnahmen zur rascheren Verwirklichung des transeuropäischen Verkehrsnetzes vom 22. Dezember 2023 berücksichtigt.

### Weiterführung von Marktl zur A3
Obwohl im Bundesverkehrswegeplan 2030 und im 6. Änderungsgesetz zum Fernstraßenausbaugesetz der gesamte Abschnitt der A 94 von Marktl bis zur A 3 bis Pocking (ohne den bereits fertiggestellten Abschnitt bei Malching und den als laufend und fest disponiert enthaltenen Abschnitt bei Tutting) in den vordringlichen Bedarf eingestuft ist, erfolgte keine Aufnahme der Gesamtmaßnahme oder von Einzelvorhaben in das Gesetz zur Beschleunigung von Genehmigungsverfahren im Verkehrsbereich und zur Umsetzung der Richtlinie (EU) 2021/1187 über die Straffung von Maßnahmen zur rascheren Verwirklichung des transeuropäischen Verkehrsnetzes. Die Landesregierung des Freistaates Bayern hatte sich hierfür erfolglos eingesetzt.

#### Abschnitt Marktl bis Simbach-West
Von Marktl bis Simbach-West wurde die Strecke auf einer Länge von 17 Kilometern vorerst nur zweistreifig errichtet, aber für einen vierstreifigen Ausbau vorbereitet. Diese Verbindung ist derzeit als Bundesstraße 12 in Betrieb. Das Planfeststellungsverfahren für die zweite Fahrbahn läuft. Im April und Mai 2023 lagen die Pläne in den betroffenen Gemeinden zur Einsichtnahme aus.

#### Abschnitt Simbach-West bis Simbach-Ost
Für diesen 5,750 Kilometer langen Abschnitt ist die Linie bestimmt. Im Februar 2017 startete die Vorplanung für die Strecke. Nach einer Variantenuntersuchung soll die Führung der A 94 hier nicht mehr entlang der kreuzungsfrei angelegten Ortsumgehung von Simbach erfolgen, sondern im Wesentlichen an der Bahntrasse angelegt werden, 1450 Meter davon im Tunnel. Der Stadtrat von Simbach wurde im Februar 2019 über die geplante Vorzugsvariante informiert und nahm im April 2019 dazu Stellung. Im Wesentlichen wandte sich der Stadtrat gegen eine nur teilweise im Tunnel geführte Trasse. Daraufhin wurde eine ergänzende Voruntersuchung durchgeführt, die im Oktober 2020 dem Stadtrat präsentiert wurde. 2021 folgte ein geologisches Gutachten zu einer Trassenvariante. Die Planungen sind zum Erliegen gekommen. Gleichzeitig bestehen hohe Belastungen durch den zunehmenden Verkehr auf der B 12. Die vom Bund verhängten Sparmaßnahmen könnten nach Einschätzung der Autobahn GmbH den Abschnitt bei Simbach treffen.

#### Abschnitt Simbach-Ost bis Prienbach-Ost
Die Voruntersuchung des 4,6 Kilometer langen Abschnitts wurde mit der Regierung von Niederbayern 2020 abgestimmt. 2021 begann die Erarbeitung der Vorentwurfsunterlagen.

#### Abschnitt Prienbach-Ost bis Malching
Für diesen ebenfalls 4,6 Kilometer langen Abschnitt wurde ein Vorentwurf bereits erstellt und 2021 zur Genehmigung vorgelegt.

#### Abschnitt Kirchham bis Pocking
Der 12,3 Kilometer lange Abschnitt von Kirchham bis zur Anschlussstelle Pocking, die zum Autobahnkreuz Pocking ausgebaut wird, sollte ursprünglich ab dem Jahr 2012 gebaut werden. Das Planfeststellungsverfahren wurde aber erst am 19. Juli 2012 eingeleitet. Da es im Anhörungsverfahren Einwendungen gab, wurden Planänderungen hinsichtlich Ausgleichsflächen, Hochwasserflächen und Straßenverbindungen (Tekturplanung vom 10. März 2016) durchgeführt. Dadurch wurde eine ergänzende Öffentlichkeitsbeteiligung notwendig, weshalb die Unterlagen erneut in den Gemeinden Kirchham, Bad Füssing, Neuhaus am Inn, dem Markt Ruhstorf an der Rott sowie der Stadt Pocking zur Einsichtnahme auslagen. Der Planfeststellungsbeschluss für diesen Abschnitt erging am 19. Juli 2018. Mit Brückenbauarbeiten für diesen Abschnitt wurde am 1. März 2021 begonnen. Ab 2024 sollen die Decken- und Erdarbeiten erfolgen. Die Freigabe für den Verkehr war für 2026 anvisiert. Die Fledermausbrücke zwischen Bad Füssing und Pocking wurde 2024 vom Bund der Steuerzahler als beispielhaft für die Verschwendung von Steuergeldern genannt. Aufgrund von finanziellen Problemen des Bundes verzögert sich die Fertigstellung der Strecke. Als neuer Termin für die Verkehrsübergabe wird das Jahr 2027 genannt, wobei weitere Arbeiten an Rastplätzen sich mindestens bis 2028 erstrecken werden.

## Kosten

### Gesamtkosten
Um die Autobahn bis Marktl bis 2018 durchgängig befahrbar zu machen, wurden 2011 jährliche Finanzmittel in Höhe von 70 Millionen Euro für notwendig erachtet. Hochgerechnet auf acht Jahre ergibt das eine Summe von 490 Mio. Euro. Stand November 2011 betrugen die für einen Folgezeitraum von zwei Jahren über einen Haushaltssammeltitel zugesagten Finanzmittel 40 Mio. Euro für Vorarbeiten und Grundstückskäufe.

### Kosten nach BVWP 2030
Der Kostenansatz für einen vierstreifigen Neu-/Ausbau im Bundesverkehrswegeplan 2030 beträgt auf der Strecke von der Anschlussstelle Forstinning bis zur Anschlussstelle Marktl 539,4 Millionen Euro. Für den Erhalt werden zusätzliche 231,2 Millionen Euro zum Ansatz gebracht. Außerdem werden für den Bereich vom Autobahnkreuz München Ost bis zur Anschlussstelle Pocking noch einmal zusätzliche 485,6 Millionen Euro für Aus- und Neubau (N4+E4) sowie 40,3 Millionen Euro für Erhaltungs- und Ersatzmaßnahmen angesetzt.
Insgesamt beziffert der Bundesverkehrswegeplan 2030 die Kosten für die beiden als fest disponiert (851,5 Millionen Euro) und die beiden als vordringlicher Bedarf (572,9 Millionen Euro) eingestuften Projekte mit 1,4 Milliarden Euro.

### Kosten pro Bauabschnitt
Zwischen 2009 und 1. August 2017 stiegen die Kosten außerhalb ÖPP-Projekt für den Bereich Forstinning bis Marktl von 38,5 Mio. Euro (Haushaltseinstellung) um 209 Prozent auf 118,9 Mio. Euro (Kosten Straßenbauplan).
Forstinning nach Pastetten
Im Bundesverkehrswegeplan von 2003 waren für den Abschnitt 26,9 Millionen Euro veranschlagt worden. Die Kosten beliefen sich letztendlich auf etwa 50 Millionen Euro. Dies entspricht einer Kostensteigerung um 86 Prozent.
Pastetten nach Heldenstein
Der Bundesverkehrswegeplan 2003 enthielt für die beiden im vordringlichen Bedarf als Alternative 1 aufgeführten Projekte folgende Kostenansätze:
- Pastetten–Dorfen: 128,2 Mio. Euro
- Dorfen–Heldenstein: 119,5 Mio. Euro

Somit rechnete man im Jahr 2003 mit Gesamtkosten in Höhe von 247,7 Mio. Euro. Die Finanzierung für den Bau von Pastetten nach Heldenstein war unabhängig von den Planfeststellungsbeschlüssen im Jahr 2011 noch ungeklärt, da Kostensteigerungen nicht ausgeschlossen werden konnten. Die Gegner der Isentalautobahn rechneten bereits im Juni 2013 mit erheblichen Kostensteigerungen und einer Anschubfinanzierung in der Größenordnung von mehreren Hundert Millionen Euro. Von Dezember 2012 bis April 2015 standen Baukosten von 350 Millionen Euro im Raum. Ab November 2015 ging die Autobahndirektion Südbayern bereits von Gesamtkosten in Höhe von 400 Millionen Euro aus. 2016 belaufen sie sich auf 440 Mio. Euro. Diese entspricht einer Kostensteigerung um 77,6 Prozent gegenüber dem Jahr 2003.
2013 konnte lediglich die Finanzierung der Lappachtalbrücke sichergestellt werden. Die Kosten der Brücke betragen 13,2 Millionen Euro.
Heldenstein nach Ampfing
Die Gesamtkosten betrugen etwa 70 Millionen Euro. Davon hatte die Einhausung bei Wimpasing einen Anteil von 22 Millionen Euro (Rohbau: 15 Millionen Euro, Ausstattung: 7 Millionen Euro). Im Bundesverkehrswegeplan 2003 waren ursprünglich nur 49,2 Mio. Euro für diesen Streckenabschnitt angesetzt worden. Somit beträgt die Kostensteigerung 42 Prozent.
Ampfing nach Marktl
Der Bundesverkehrswegeplan 2003 enthielt für die im vordringlichen Bedarf eingestuften Projekte folgende Kostenansätze:
- Ampfing–Erharting: 44 Mio. Euro
- Erharting–Winhöring: 39,1 Mio. Euro

Somit rechnete man im Jahr 2003 für diese Abschnitte mit Gesamtkosten in Höhe von 83,1 Mio. Euro.
Simbach nach Kühstein
Der Bundesverkehrswegeplan 2003 enthielt für die drei aufgeführten Projekte folgende Kostenansätze:
- Simbach West–Simbach Ost: 90,1 Mio. Euro
- Simbach Ost–Prienbach Ost: 23,4 Mio. Euro
- Prienbach Ost–Malching: 20,5 Mio. Euro

Somit rechnete man im Jahr 2003 mit Gesamtkosten in Höhe von 134 Mio. Euro.
Umgehung von Malching
Insgesamt kostete die Umgehung von Malching 38 Mio. Euro. Die Kosten der zweiten Fahrbahn betrugen dabei 10 Mio. Euro.
Malching nach Kirchham
Die Kosten werden im Bundesverkehrswegeplan mit 81 Mio. Euro angesetzt. Die Gesamtkosten der Umgehung Malching sowie dieses Abschnitts von Malching nach Tutting liegen damit bei 119 Mio. Euro; der Anteil der bereits unter Verkehr stehenden vierstreifigen Umgehung bei Malching beträgt 38 Mio. Euro. Die Kosten liegen damit um 27 Prozent über dem Kostenansatz des Bundesverkehrswegeplanes 2003 von 93,9 Millionen Euro.
| Streckenabschnitt                         | Kosten nach BVWP 2003 | aktuelle Projektkosten | Kosten- steigerung |
| ----------------------------------------- | --------------------- | ---------------------- | ------------------ |
| Forstinning nach Pastetten                | 26,9 Mio. €           | 50 Mio. €              | + 86 %             |
| Pastetten nach Heldenstein                | 247,7 Mio. €          | 440 Mio. €             | + 77,6 %           |
| Heldenstein nach Ampfing                  | 49,2 Mio. €           | 70 Mio. €              | + 42 %             |
| Ampfing nach Marktl                       | 83,1 Mio. €           | ?                      | ?                  |
| Simbach nach Kühstein                     | 134 Mio. €            | ?                      | ?                  |
| Umgehung Malching + Malching bis Kirchham | 93,3 Mio. €           | 119 Mio. €             | + 27 %             |

Kirchham nach Pocking
Im Bundesverkehrswegeplan 2003 war dieser Abschnitt mit Kosten in Höhe von 73,2 Mio. Euro angesetzt worden. 2015 waren keine Haushaltsmittel eingestellt, um mit dem Bau beginnen zu können. Eine Fertigstellung vor 2019 erscheint damit unwahrscheinlich.
Alternativtrasse über Haag i. OB
Die Kostenschätzung zu dieser Variante lag Ende 2011 gegenüber der Isentaltrasse um 30 Mio. Euro niedriger.

### Kosten für das nachgelagerte Straßennetz
Neben den direkten durch den Bau der A 94 selbst bedingten Kosten, entstanden auch Kosten für den Aus- und Umbau des nachgelagerten Verkehrsnetzes, um eine bessere Verkehrsanbindung an die A 94 zu erreichen. Hierzu zählen z. B. Kosten, die im Zusammenhang mit den Kreisstraßen Mü 25, Mü 30 und Mü 40 stehen.

## Verkehrsaufkommen
Entlang der A 94 gab es 2022 sieben automatische Zählstellen. In West-Ost-Richtung betrug das durchschnittliche tägliche Verkehrsaufkommen:
| Zählstelle                 | Kfz-Verkehr/Tag 2005 | Schwerverkehr/Tag 2005 | Kfz-Verkehr/Tag 2015 | Schwerverkehr/Tag 2015 | Kfz-Verkehr/Tag 2022 | Schwerverkehr/Tag 2022 |
| -------------------------- | -------------------- | ---------------------- | -------------------- | ---------------------- | -------------------- | ---------------------- |
| München–Riem (W) (9985)    | 55.262               | 2.616                  | 66.655               | 3.223                  | ---                  | ---                    |
| München–Riem (O) (9986)    | 56.152               | 2.706                  | 65.133               | 3.291                  | ---                  | ---                    |
| Feldkirchen–Ost (W) (9987) | 52.799               | 2.711                  | 57.642               | 3.158                  | 51.771               | ---                    |
| AK München–Ost (O) (9840)  | 49.762               | 3.952                  | ---                  | ---                    | 75.006               | 8.214                  |
| AS Dorfen (W) (9069)       | ---                  | ---                    | ---                  | ---                    | 32.978               | 5.125                  |
| AS Dorfen (O) (9070)       | ---                  | ---                    | ---                  | ---                    | 30.003               | 5.036                  |
| Wimpasing (9984)           | ---                  | ---                    | 20.459               | 3.937                  | 35.511               | 6.335                  |

## Trivia

### Trassenstreit zwischen Pastetten und Heldenstein
Seit den 1970er-Jahren herrschte Uneinigkeit über die Trassenführung auf dem Abschnitt zwischen Forstinning und Heldenstein. Zur Debatte standen die „Trasse Haag“ und die „Trasse Dorfen“, auch „Isentaltrasse“ genannt. Während die von München bis Altötting grundsätzlich parallel zur Autobahn verlaufende Bundesstraße 12 hier etwas weiter südlich über Haag führt, favorisierte die bayerische Staatsregierung eine 2,5 Kilometer kürzere, weiter nördlich gelegene Trassenführung über Dorfen und durch das Isental. Die Ankündigung, die Autobahn durch das Isental zu bauen, sorgte jedoch von Anfang an parteiübergreifend für heftige Proteste. Die Alternativtrasse bei Haag hätte einen sukzessiven Ausbau der B 12 vorgesehen.
Ein Raumordnungsverfahren im Jahr 1977 kam zu dem Ergebnis, dass einzig die Trassenführung durch das Isental geeignet sei. Die Regierung von Oberbayern stellte im Jahr 1985 dann in einer Schutzgutanalyse fest, dass für den Bau „bei allen sieben dem Gesamtvergleich zugrunde gelegten Schutzgütern bzw. Schutzzielen die Trasse Haag eindeutig günstiger […] als die Trasse Dorfen“ einzustufen sei. Ein zweites Raumordnungsverfahren ergab am 11. Juni 1991 (Aktenzeichen 800-8255), dass beide Trassen für eine vierstreifige Verkehrsverbindung geeignet seien.
Die für die Genehmigung von Autobahnplanungen zuständige Regierung von Oberbayern, die Oberste Baubehörde im Bayerischen Staatsministerium des Innern, für Bau und Verkehr und die Autobahndirektion Südbayern verfolgten daraufhin die Trassenführung über Dorfen. Als Hauptargument gilt dabei vor allem die starke Belastung der B 12 mit abschnittsweise weit über 25.000 Fahrzeugen pro Tag, die nach Prognosen auf 35.000 bis 55.000 Fahrzeuge/Tag im Jahr 2015 ansteigen sollte. Außerdem ist die Trasse Dorfen um rund 2,9 Kilometer kürzer als die Trasse Haag.
Die Gegner der Trasse Dorfen waren die bereits seit den 1970er-Jahren bestehende Bürgerinitiative Aktionsgemeinschaft gegen die A 94 und die im Isental gelegenen Gemeinden, die vom Bund Naturschutz und von zahlreichen Künstlern unterstützt wurden. Ihre Argumente für die Trasse Haag und gegen die Isentaltrasse nahmen sich zunächst dem Isental als einen der letzten, großräumig und unzerschnittenen Natur- und Kulturräume Oberbayerns an. In den 1990er und 2000er Jahren wurden aber auch eine Reihe anderer politischer Argumente gegen die Isentaltrasse ins Feld geführt: So argumentierte die Initiative seit 2010 auf Basis eines Gutachtens des Verkehrsberatungsbüros Vieregg & Rössler, dass die Trasse Dorfen mit etwa 400 Millionen Euro Gesamtkosten doppelt so teuer werde wie die Trasse Haag. Auch das Bundesverkehrsministerium ging 2011 von dieser Summe aus. Der künftige Anschluss der geplanten vierstreifigen Bundesstraße 15 neu an die Trasse Haag ist nach diesem Gutachten ebenfalls wesentlich günstiger und schonender möglich, als dies bei einer Realisierung der Trasse Dorfen der Fall wäre.
Im Bundesverkehrswegeplan 2003 fanden sich beide Trassenvarianten im vordringlichen Bedarf. Explizit mit Kostenschätzung war jedoch lediglich die Trasse Dorfen aufgeführt. Diese und die Trasse Haag sollten demnach während des Planfeststellungsverfahrens gegeneinander abgewogen werden.
Am 17. Januar 2003 urteilte das Bundesverwaltungsgericht in Leipzig nach einer Klage der Aktionsgemeinschaft gegen die Isentaltrasse, dass der Bayerische Verwaltungsgerichtshof eine Prüfung des Landesentwicklungsplanes in einer Gerichtsverhandlung grundsätzlich zuzulassen habe. Die Klagen der vier Gemeinden Lengdorf, Dorfen, Buch am Buchrain und Pastetten wurden aber im Laufe des Jahres 2003 abgewiesen, es verblieben die Klagen von 23 Privatpersonen und die Klage des Bund Naturschutz. Am 8. April 2005 sollte ein Urteil gefällt werden, es wurde jedoch aufgrund eines noch ausstehenden Urteils des Europäischen Gerichtshofs (EuGH) verschoben, das rechtliche Fragen zu den Fauna-Flora-Habitat-Richtlinien (FFH) klären sollte. Einstweilen wurde durch den Verwaltungsgerichtshof ein Baustopp verhängt. Am 14. September 2006 wurde die Bewertung des FFH-Schutzes für dieses Gebiet vom Europäischen Gerichtshof in die Hände der nationalen Gerichtsbarkeit zurückgegeben. Demnach sind drei potentiell betroffene Gebiete als rechtsgültige Schutzflächen zu behandeln, in denen keine Eingriffe zugelassen sind, die sie „ernsthaft beeinträchtigen könnten.“
Nach Ergänzung des Planfeststellungsbeschlusses, der diese ernsthaften Beeinträchtigungen vermeiden sollte, verhandelte der Bayerische Verwaltungsgerichtshof im Herbst 2007 wieder über die geplante Autobahn. Dieser wies hierbei die Beschwerden der verbliebenen Kläger zurück, bestätigte damit den Abschnitt von Forstinning nach Pastetten und ließ eine Revision beim Bundesverwaltungsgericht (BVerwG) nicht mehr zu. Nachdem das schriftliche Urteil im März 2008 vorgelegt wurde, legten die Aktionsgemeinschaft gegen die Isentaltrasse eine Nichtzulassungsbeschwerde beim BVerwG ein. Am 16. Dezember 2008 wies das BVerwG diese zurück. Damit bestand Baurecht für den Abschnitt Forstinning–Pastetten.
Am 3. Mai 2008 versammelte die Bürgerinitiative über 2000 Menschen nahe Dorfen, um gemeinsam mit der Biermösl Blosn und dem Kabarettisten Gerhard Polt gegen die Trasse zu demonstrieren. Am 23. Mai 2009 wurde diese Veranstaltung wiederholt, diesmal erschienen 5000 Besucher.
In einem Urteil vom 24. November 2010 lehnte der Bayerische Verwaltungsgerichtshof Klagen des Bundes Naturschutz, der Jagdgenossenschaft und von sieben Grundstückseigentümern gegen den Bau des Streckenabschnittes Pastetten–Dorfen ab. Eine Revision gegen das Urteil wurde nicht zugelassen. Der Weg einer Nichtzulassungsbeschwerde beim Bundesverwaltungsgericht stand offen, die Nichtzulassungsbeschwerden wurden am 9. Dezember 2011 vom Bundesverwaltungsgericht abgewiesen. Nach der Gerichtsentscheidung teilte die „Aktionsgemeinschaft gegen die Isentalautobahn“ mit, dass nach 34 Jahren des Widerstandes der „gerichtliche Weg offensichtlich zu Ende“ sei. Da mittlerweile ein Planfeststellungsverfahren für die Trasse Dorfen erfolgt war, wurde angekündigt, sich stattdessen politisch zu wehren.
Am 8. Mai 2012 einigten sich die Kläger gegen den Planfeststellungsbeschluss im Abschnitt zwischen Dorfen und Heldenstein gütlich vor Gericht. Somit bestand auch für diesen Abschnitt endgültig Baurecht.

### Realisierung eines Teilstücks als ÖPP-Projekt
Peter Ramsauer, Bundesverkehrsminister von 2009 bis 2013, kündigte 2012 an, den Neubau im Abschnitt Pastetten bis Heldenstein im Rahmen eines öffentlich-privaten Partnerschafts-Modells auszuschreiben. Dabei werden die Kosten für den Bau, Betrieb, Erhalt und anteiliger Finanzierung an einen oder mehrere private Betreiber übertragen. Das Baukonsortium erhält hierfür eine Anschubfinanzierung und für 30 Jahre ein monatliches Verfügbarkeitsentgelt. Direkte Zahlungen aus der Lkw-Maut wie bei anderen ÖPP-Projekten gibt es nicht, da diese „für die Firmen zu schwierig zu kalkulieren sein“. Die beiden bereits im Bau befindlichen Bauwerke werden dem Konsortium übertragen.
Am 24. November 2015 erhielt ein Bieterkonsortium „Isentalautobahn GbR“ den Zuschlag. Die Vertragsdauer beträgt 30 Jahre. Das Konsortium besteht aus folgenden Unternehmen:
- der Baufirma Berger Bau aus Passau,
- der Firma BAM PPP A-Modell Holding GmbH, einem Tochterunternehmen der niederländischen Royal BAM, sowie
- dem französischen Bauunternehmen Eiffage S. A.

Den Betriebsdienst auf der Isentalstrecke soll sie zum 1. November 2019 übernehmen. Wird dieser Termin nicht erreicht, könnten Vertragsstrafen fällig werden. Der Betriebshof der Betreibergesellschaft soll später einmal in Ampfing errichtet werden. Derzeit hat die ARGE ihren Sitz in Dorfen.
Das ÖPP-Projekt selbst umfasst nicht nur den Neubau des Abschnitts Pastetten bis Heldenstein, sondern auch den Erhalt der insgesamt 77 km langen Strecke von Forstinning bis Marktl. Das gleiche Konsortium erhielt auch die Verantwortung für den Betrieb und Erhalt des 77 km langen Autobahnabschnitts zwischen Forstinning und Marktl für die nächsten 30 Jahre. Damit umfasst das Gesamtvergabevolumen einen Betrag von 1,1 Milliarden Euro. Sollte die Autobahn während der Vertragslaufzeit nicht verfügbar sein, werden ebenso Vertragsstrafen fällig.

### Autobahnmeistereien
Zum 6. September 2024 lagen die Zuständigkeiten für die A 94 wie folgt:
- im Bereich Anschlussstelle München-Steinhausen (1) und Anschlussstelle Forstinning (11) bei der Autobahnmeisterei Hohenbrunn,
- im Bereich Anschlussstelle Forstinning (11) und Anschlussstelle Burghausen (25) bei der Isentalautobahn Services GmbH & Co. KG,
- im Bereich Anschlussstelle Malching (30) und Anschlussstelle Kirchham (31) bei der Autobahnmeisterei Passau.

## Film
- Heimat: Zerstört – Die Isentalautobahn A94. Dokumentarfilm, Deutschland, 2015, 5:42 Min., Buch und Regie: Jan Haft, Produktion: nautilusfilm, online-Video der Gregor Louisoder Umweltstiftung.